# العلاقات البريطانية النيجيرية
العلاقات البريطانية النيجيرية هي العلاقات الثنائية التي تجمع بين المملكة المتحدة ونيجيريا.

## مقارنة بين البلدين
هذه مقارنة عامة ومرجعية للدولتين:
| وجه المقارنة                                              | المملكة المتحدة                 | نيجيريا                     |
| --------------------------------------------------------- | ------------------------------- | --------------------------- |
| المساحة (كم2)                                             | 242.50 ألف                      | 923.77 ألف                  |
| عدد السكان (نسمة)                                         | 66.02 مليون                     | 190.89 مليون                |
| الكثافة السكانية (ن./كم²)                                 | 272.25                          | 206.64                      |
| العاصمة                                                   | لندن                            | أبوجا، لاغوس                |
| اللغة الرسمية                                             | لغة إنجليزية، اللغة الويلزية    | لغة إنجليزية، اللغة اليوربا |
| العملة                                                    | جنيه إسترليني                   | نيرة نيجيرية                |
| الناتج المحلي الإجمالي (بليون دولار)                      | 2.62 تريليون                    | 375.77 مليار                |
| الناتج المحلي الإجمالي (تعادل القوة الشرائية) بليون دولار | 2.72 تريليون                    | 1.09 تريليون                |
| الناتج المحلي الإجمالي الاسمي للفرد دولار أمريكي          | 43.88 ألف                       | 2.64 ألف                    |
| الناتج المحلي الإجمالي للفرد دولار أمريكي                 | 40.23 ألف                       | 5.91 ألف                    |
| مؤشر التنمية البشرية                                      | 0.907                           | 0.514                       |
| رمز المكالمات الدولي                                      | +44                             | +234                        |
| رمز الإنترنت                                              | .uk، .gb                        | .ng                         |
| المنطقة الزمنية                                           | توقيت غرينيتش، توقيت غرب أوروبا | ت ع م+01:00                 |

## مدن متوأمة
في ما يلي قائمة باتفاقيات التوأمة بين مدن بريطانية ونيجيرية:
- ترتبط نيوكاسل أبون تاين مع لاغوس باتفاقية توأمة منذ 2003.[16][16]

## منظمات دولية مشتركة
يشترك البلدان في عضوية مجموعة من المنظمات الدولية، منها:
| علم المنظمة | اسم المنظمة                               | تاريخ انضمام المملكة المتحدة | تاريخ انضمام نيجيريا |
| ----------- | ----------------------------------------- | ---------------------------- | -------------------- |
|             | المنظمة الهيدروغرافية الدولية             | ?                            | ?                    |
|             | مؤسسة التنمية الدولية                     | 24 سبتمبر 1960               | 14 نوفمبر 1961       |
|             | يونسكو                                    | 4 نوفمبر 1946                | 14 نوفمبر 1960       |
|             | مؤسسة التمويل الدولية                     | 20 يوليو 1956                | 30 مارس 1961         |
|             | منظمة الشرطة الجنائية الدولية             | ?                            | ?                    |
|             | منظمة التجارة العالمية                    | 1995                         | ?                    |
|             | الاتحاد الدولي للاتصالات                  | 24 فبراير 1871               | 11 أبريل 1961        |
|             | دول الكومنولث                             | 11 ديسمبر 1931               | ?                    |
|             | المركز الدولي لتسوية المنازعات الاستشارية | 18 يناير 1967                | 14 أكتوبر 1966       |
|             | منظمة حظر الأسلحة الكيميائية              | ?                            | ?                    |
|             | الأمم المتحدة                             | 24 أكتوبر 1945               | 7 أكتوبر 1960        |
|             | وكالة ضمان الاستثمار متعدد الأطراف        | 12 أبريل 1988                | 12 أبريل 1988        |
|             | البنك الدولي للإنشاء والتعمير             | 27 ديسمبر 1945               | 30 مارس 1961         |
|             | البنك الإفريقي للتنمية                    | ?                            | ?                    |
|             | الاتحاد البريدي العالمي                   | ?                            | ?                    |
|             | الفريق المعني برصد الأرض                  | ?                            | ?                    |

## أعلام
هذه قائمة لبعض الشخصيات التي تربطها علاقات بالبلدين:
- أجوسي أولوسيغن (ملاكم نيجيري، 6 ديسمبر 1979 – )
- أديوالي أقباجي (ممثل بريطاني، 22 أغسطس 1967[24][25][26] – )
- أولوداه اكيوانو (مناضل ضد الاسترقاق، 16 أكتوبر 1745 – 31 مارس 1797[27])
- باتريس ويلسون (19 يونيو 1983 – )
- تيمي فاجبنل (لاعبة كرة سلة من المملكة المتحدة، 8 سبتمبر 1992 – )
- سارة فيرغسون (31 ديسمبر 1965 – )
- سارة لاديبو (كاتبة بريطانية، 7 مارس 1968 – )
- شادي أدو (16 يناير 1959[28][29][30] – )
- شيرلي باسي (مغنية من المملكة المتحدة، 8 يناير 1937[31][32][33] – )
- فيونا فولرتون (ممثلة بريطانية، 10 أكتوبر 1956 – )
- كارولين هاولي (صحفية بريطانية، 1967 – )
- لولا راي (20 يناير 1991 – )
- نيدوم أونوها (لاعب كرة قدم إنجليزي، 12 نوفمبر 1986 – )
- هوغو ويفنغ (4 أبريل 1960[34] – )
- ييمي اجابادي (28 يوليو 1929 – 24 يناير 2013)

## وصلات خارجية
- موقع وزارة الخارجية البريطانية
- موقع وزارة الخارجية النيجيرية